# World Bang
World Bang ist eine deutsch-amerikanische Rock-Band, die 1989 von Ken Kushner (ehemals Anthrax) in New York gegründet wurde. Nach zwei Veröffentlichungen und zahlreichen Tourneen durch USA und Europa kam es gegen Ende der 1990er Jahre zu einer längeren Pause, bis man sich 2004 entschloss, ein weiteres Album aufzunehmen. Nachdem Drummer Rocco Barros 2003 die Band nach 13 Jahren verlassen hatte, wurde er durch George Kranz ersetzt. Weitere Mitglieder waren Tom Bätzel und Paulo Amaral. Im Frühjahr 2005 löste sich die Band dann nach Differenzen mit der Plattenfirma vollständig auf.

## Diskografie
- 1995: Pedofiend EP, Critique Records
- 1996: Alice D., Critique Records
- 2004: Music 4 Dummiyz, Indecent Media